# 圣安德烈特雷兹瓦
圣安德烈特雷兹瓦（法語：Saint-André-Treize-Voies，法語發音：[sɛ̃t‿ɑ̃dʁe tʁɛz vwa]）是法国卢瓦尔河地区大区旺代省的一个旧市镇，属于永河畔拉罗什区。2016年1月1日，圣安德烈特雷兹瓦和相邻的另外2个市镇合并为新市镇蒙特雷韦尔（Montréverd），并成为政府驻地。

## 地名
“特雷兹瓦”（Treize-Voies）意为“十三条道路”。

## 地理
圣安德烈特雷兹瓦（46°56'4"N, 1°24'44"W）面积18.96 平方千米，位于法国卢瓦尔河地区大区旺代省，该省份为法国西部沿海省份，北起大西洋卢瓦尔省和曼恩-卢瓦尔省，西临大西洋，南至滨海夏朗德省，东部及东南部与德塞夫勒省接壤。
与圣安德烈特雷兹瓦接壤的市镇（或旧市镇、城区）包括：莫尔迈松、圣叙尔皮斯-勒韦尔东。
圣安德烈特雷兹瓦的时区为UTC+01:00、UTC+02:00（夏令时）。

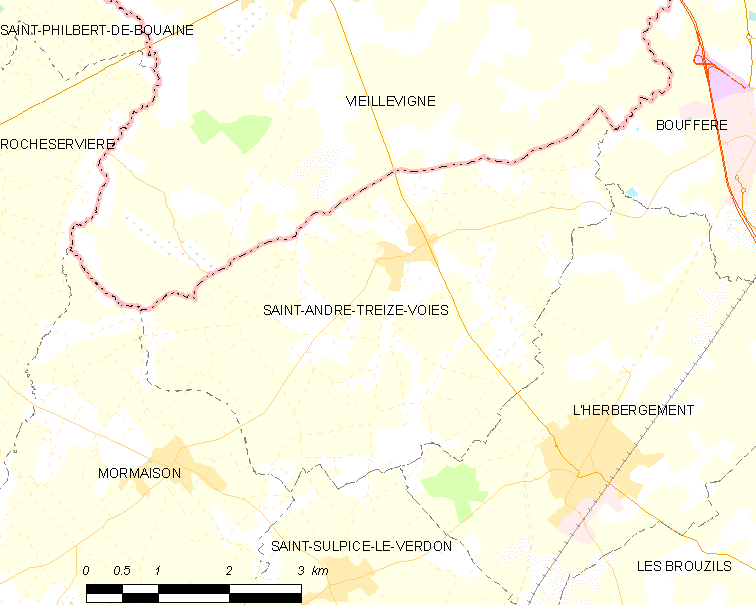
圣安德烈特雷兹瓦的OSM定位图

## 行政
圣安德烈特雷兹瓦的邮政编码为85260，INSEE市镇编码为85197。

## 政治
圣安德烈特雷兹瓦所属的省级选区为艾泽奈县。

## 人口

1962-2008年间圣安德烈特雷兹瓦人口变化图示

圣安德烈特雷兹瓦于2018年1月1日时的人口数量为1422人。